# Sang Jūb
Sang Jūb (persiska: سنگ جوب) är en ort i Iran.   Den ligger i provinsen Gilan, i den nordvästra delen av landet, 260 km nordväst om huvudstaden Teheran. Antalet invånare är 427.
Terrängen runt Sang Jūb är platt. Runt Sang Jūb är det tätbefolkat, med 493 invånare per kvadratkilometer. Närmaste större samhälle är Bandar-e Anzalī, 16,2 km nordost om Sang Jūb. Trakten runt Sang Jūb består till största delen av jordbruksmark.